# メイプル戦記
『メイプル戦記』（メイプルせんき）は、川原泉による日本の野球漫画。『甲子園の空に笑え!』の続編的作品で、『笑う大天使』のキャラクターも登場する。
『花とゆめ』（白泉社）にて、1991年から1995年まで休載期間を挟みつつ連載された。単行本は花とゆめコミックス全3巻、白泉社文庫全2巻。

## あらすじ
1991年7月15日。日本プロ野球実行委員会・協約特別委員会は 野球協約第83条のうち2つの条文の削除を決定した。
その後、日本プロ野球界のセントラル・リーグに7番目の球団が誕生した。スイート製菓をオーナーとしたスイート・メイプルスである。
スイート・メイプルズの選手募集には、野球と宝塚歌劇団が好きなオーナーの強い意向があった。それは女性であること。
かくして、女性選手だけによるプロ野球チーム「メイプルス」のペナントレースが始まった。
オープン戦からしばらくは快勝を続けていたが、やがて各チームからの「女のチームだから」という油断や傲りが無くなり、選手の情報も出回ってきたあたりから戦績は落ち着き始める。選手の精神的な問題などもあったが、前半戦を40勝36敗で折り返した。後半戦は芹沢の新魔球など、流れに乗って18連勝（日本タイ記録）する。しかし、投手陣の大黒柱でもある神尾が失踪。そのショックと打撃の主軸であるエドワーズの負傷欠場も重なって、23連敗と日本記録をあっさり塗り替える（現実では1998年の千葉ロッテマリーンズの18連敗が日本記録。連載当時は1970年のヤクルトスワローズによる16連敗）。首位の東京タイタンズにはマジックが点灯しており、メイプルズとの間には7.5ゲーム差がついていた。
しかし、復帰を遂げたエドワーズと神尾を軸にメイプルスは12連勝。そんなメイプルス選手たちに奮起した他球団が「俗に言う首位いじめ」で東京タイタンズの優勝にブレーキをかけたこともあり、タイタンズのマジック1、メイプルスとのゲーム差2.5の状態で、優勝争いはタイタンズとメイプルスの直接対決となる札幌ドームでの最終三連戦へともつれ込む。

## 登場球団・人物

### メイプルス
- 球団社長：立花俊之
- ヘッドコーチ：高柳邦彦
- 応援団：メイプルガールズ（応援団長：夕暮ミラ 副団長：薔薇園パルコ）
- 応援歌：『はばたけメイプルス!アポロンの翼は黄金の夢』『花のモン・パリにメイプルスは輝くのだ』
- 一軍合宿所：ニポポ寮
- 冬季キャンプ地：九州A県B郡豆の木村
- ユニフォーム：イメージカラーは黄緑色

入団条件は女性であること。身体的に男性であっても、「心が女性ならば問題ない」とのこと。入団テストはポスター・雑誌などで告知された。キャッチコピーは「キミもメイプルしてみない?」1991年7月6日入団テストが札幌・仙台・東京・大阪・熊本で開催される。応募総数56000人。

### メイプルスフロント陣
広岡真理子（ひろおか まりこ）
メイプルス監督。背番号666。右投げ右打ち（表紙・口絵から）。
『甲子園の空に笑え!』に登場する元豆の木高校野球部監督。前作から高柳と7年文通していることから推測して29歳。豆の木高校野球部を何度となく甲子園へ導いた実績を買われ、メイプルスの監督に就任する。豆の木高校の監督の座を退いた後、科学的に野球を極めつつあったが、メイプルスの監督就任後はそれをあっさり捨てて、野生の勘を駆使した采配を展開する。守備重視でコンバートはしない方針を貫いている。
高柳邦彦（たかやなぎ くにひこ）
メイプルスヘッドコーチ兼二軍監督兼選手寮寮長兼ヘッド・コーチ兼ピッチング・コーチ。背番号56。
『甲子園の空に笑え!』において、豆の木高校野球部のライバルであった北斗高校野球部の元監督。神尾瑠璃子の恩師であるが、再会した彼（彼女）がオカマになっていたこと、さらに当時のバッテリーを組んでいた小早川を愛していることに衝撃を受け、チーム内で唯一混乱する。前作から推測して35歳。甲賀忍者の首領の家柄で、一族の黒スーツが情報収集し高柳に報告する。
立花小雪（たちばな こゆき）
メイプルスのオーナーにして、運営企業「スイート製菓」社長。
事故で夫と息子夫婦を失いながら、会社を支え、孫の俊之を育てあげた。多忙な日々の中で、数少ない娯楽がプロ野球とタカラヅカだったため、その2つを合体させた女性だけの球団を作ろうと思い立つ。球団オーナーという要職にありながら威張ったところの無い穏やかな性格で、広岡監督をはじめ選手たちからも慕われている。
立花俊之（たちばな としゆき）
メイプルスの球団社長兼チームマネージャー兼トレーナー兼スコアラー。選手寮の食堂のオバサンと管理人も兼任する。立花小雪の孫。球団設立前はスイート製菓のアメリカ支社にいた。
事故で祖父と両親を失い、自身は足を痛めている。歩行や日常生活には差し支えはないものの、走ったり足を使った激しい運動はできない。
内野手の四つ子を、流花だけ見分けることができる。年齢は明らかになっていないが、作中では広岡に「若者」と呼ばれていたこともある。

### メイプルス選手
芹沢桜子（せりざわ さくらこ）
背番号15。投手。167cm、50kg。右投げ右打ち。聖ミカエル学園出身。18歳。
教育実習生として赴任していた斎木和音の勧めで、幼等部よりバッテリーを組んできた若生薫子と共にメイプルスに応募する。
多彩な変化球と抜群のコントロールを持ち、かつ投球モーションも複数から投げ分け、「投げ分けによっては192通りの球種になる」と評される技巧派ピッチャー。投球可能な選択肢が多すぎて、次の投球（球種とコース）を読むことは不可能と言われている。その反面、球速・球威が弱いという悩みを抱えており、球筋を読まずに本能で来た球をバッティングするようなタイプの打者（それほど多いわけではない）には弱い。また、出会いがしらの事故的にホームランとなることもある。そのため、魔球の開発に試行錯誤を繰り返した後に「ハクション大魔球」を発明。球数制限など、使いどころに難があるものの投手ローテーションの一角に残り続け、終盤戦ではクローザーとしてリリーフに立つことも多くなった。
ノエル・スコット
背番号16。投手。180cm、60kg。左投げ。アメリカ出身。20歳。
メイプルスの左のエース。宗教オタクで一年で9回も改宗するほど。禅宗やジャイナ教、拝火教といった有名どころの宗教から、ズヌズヌ神教、マケマケ神教など日本では知名度が低い宗教にも手を出す。本人曰く「一番御利益のある神様を探している」、「改宗は厄払いも兼ねている」らしい。
その信仰の厚さからか、厳しい戦況下でのマウンド度胸は監督も賞賛するほどで、中盤戦まではクローザーも兼務していた。しかし、宗教慣習的に不吉なことが起きると、途端に弱気になり、使い物にならなくなる。
神尾瑠璃子（聡史）（かみお るりこ（さとし））
背番号18。投手。183cm、78kg。右投げ。北斗高校出身。トランスジェンダーで、気付いてから5年の23歳（9月15日生まれ）。
甲子園優勝投手で、高校卒業時に6球団にドラフト1位指名された過去を持つが、当時バッテリーを組んでいた小早川秀明への愛に気づき、悩み、球界から姿を消す。その後、人知れずオカマバーのホステスとして働いていたが、周囲の応援でメイプルスに応募。戸籍上の性別は男性であるが「心は女」ということで広岡の裁量によって入団合格。160km/hの剛速球が武器。大きなリボンがトレードマークで、マウンドに立つときは帽子につけている。
ペナントレース序盤には中京グリフィンズ相手に完全試合を達成し、メイプルスのエースとして活躍するが、西部リンクスのスター選手になっていた小早川の婚約報道にショックを受け、一時失踪する。
前述のように完全試合を達成しているが、この試合では奪三振18個でありセ・リーグ新記録。オールスターに出場した際も奪三振9個（江夏のオールスター9連続奪三振に並ぶ記録）。失踪からの復帰戦での連続奪三振14個とこれも日本記録を塗り替えている。
若生薫子（わこう かおるこ）
背番号6。捕手。165cm、49kg。右投げ右打ち?。聖ミカエル学園出身。18歳。
幼等部より桜子と野球に親しむ。斎木和音の勧めで桜子と共にメイプルスに応募する。若干お調子者の桜子を上手くコントロールする落ち着いた性格だが、魔球開発のために迷走する桜子を叱咤する厳しさも持ち合わせている。
打者としての描写は少ないが、主に2番バッターを務めている。
相本美花（あいもと みか）
背番号1。一塁手。『甲子園の空に笑え!』に登場した相本家の四つ子兄弟の妹であり、自身と下記の三人も四つ子の姉妹である。
この四人は全員18歳、豆の木高校出身、160cm、50kg、右投げ右打ち。
兄たちと同じく、強肩堅守で鉄壁の内野陣を構成しているが、四姉妹のコンビネーションが肝であるため、一人でも欠けると能力が発揮できない。作中ではある一試合を除いて完全無失策。
5番から8番の下位打線を構成しているが、長打力はない。しかし、こちらも四姉妹のコンビネーションでビッグイニングを演出することがある。
相本由花（あいもと ゆか）
背番号2。二塁手。
相本里花（あいもと りか）
背番号3。三塁手。
相本流花（あいもと るか）
背番号4。遊撃手。おっとりとした性格で、上の3人よりもいつもワンテンポ遅れるのを気にしていた。そのために守備の特訓を受けることになった際に、球団社長の立花の過去と「走れない」という事実を聞いたことで、気持ちが切り替わった。これをきっかけに、立花と仲良くなった。
仁科紘子（にしな ひろこ）
背番号5。左翼手。167cm、51kg。右投げ右打ち?。24歳。夫はタイタンズのエース・仁科雅樹。
結婚2年間で5回もの夫の浮気にキレて、メイプルスに応募。草野球で培った打撃センスはメイプルスの中でも随一の巧打者。主に3番を務め、選手のデータ研究にも熱心に取り組んでいる。最年長者ということから、周囲から一目置かれており、チームリーダー的な役割を担うこともある。
基本、温和で堅実、冷静沈着だが、夫と対峙した際には敵愾心をあらわにして冷静さを保てず、結果として抑え込まれる。また、高柳から弱肩を指摘されており、作中では数回タイムリーエラーするなど、守備面に弱点がある。
オールスター戦にも選出されており、夫である仁科雅樹の登板に合わせて、代表監督であった東京タイタンズ監督による「粋な采配」によって選手交代で出場した。
パトリシア・エドワーズ
背番号7。中堅手。右投げ左打ち。186cm、67kg。アメリカ出身。19歳。
強肩強打俊足のオールラウンダーで、メイプルス不動の4番バッター。彼女のバッティングと神尾の剛速球がメイプルスを支える二本柱となっている。
熱い性格で、危険球を2球投げたグリフィンズのピッチャー相手に突撃をしかけ、乱闘騒ぎとなった。寮に侵入した不届き者を説教したこともある。ペナントレース後半、ホームでのクロスプレーの結果、全治2ヶ月の骨折で戦線離脱するが、医者と看護婦を縛り上げ病院を脱走、1ヶ月で退院して復帰初打席で決勝スリーランを放っている。ペナントレース後半の大連敗はエドワーズ不在の時期とも重なっている。
オールスター戦にも選出されており、2アウトからの逆転満塁ホームランを放っている。なお、オールスター戦時点でのエドワーズの戦績は本塁打23本、打率、打点共にリーグトップであり、スコアボード上には打率.413が表示されていた。
里見笑子（さとみ えみこ）
背番号13。右翼手。右投げ右打ち。175cm、53kg。22歳。聖ジュリアナ女子大卒。
1億円プレーヤーが夢で入団。強肩と俊足を兼ね備えた、理想的な1番バッター。遊び人然とした容姿だが、冷静で手堅い。
審判の目を盗んでサードゴロを内野安打にしたり、バントヒットやランニングホームランも決めるなど、球団で唯一、きわどい駆け引きをするトリッキーな選手。女子大生時代には六本木でディスコ・クイーンとして活躍しており、広岡が高柳に「きれいな足してるから今度見せてもらいなさい」とふざけて薦めたことがある。
ペナントレース前半戦では4割を超すリーグトップの出塁率もあって、オールスター戦にも選出された。控え選手だったが、監督に色仕掛けを行い代打出場、死球で出塁した。
木村（きむら）
背番号33。投手。右投げ。神尾失踪後、田中、山本の2人と共にチームを支える。
最後のタイタンズ三連戦の2戦目では初回に8失点を許すものの闘志を失わず、2回以降の追加点を許さずに完投した。
田中（たなか）
背番号25。投手。右投げ。
山本（やまもと）
背番号38。投手。左投げ。
中西（なかにし）
背番号0。控え捕手。
中村（なかむら）
背番号28。シーズン後半に1軍入りした。右打ち。
市川（いちかわ）
背番号36。2軍選手。スイッチヒッター。
山下、瑠璃間、沢田、誰田
2軍選手。2軍選手は他に10名。上記の木村以降で計20人がテストに合格し入団している。
※基本的な打順は里見→若生→仁科→エドワーズ→美花→由花→里花→流花→登板ピッチャー

### メイプルス周辺の人々
小紫
オカマバー『紫頭巾』のママ。神尾を暖かく見守るオカマで、「百万本の薔薇の会」会員。
蘭子、蝶子
紫頭巾の従業員。尖った顎が蘭子、顎が割れているのが蝶子。「百万本の薔薇の会」会員。
穴田アナ
MHKアナウンサー。ペナントレースの実況を担当。
ジャン・カルロ・東郷
野球解説者。穴田アナの隣にいつもいる。
夕暮ミラ、薔薇園パルコ
メイプルス応援団団長、副団長でどちらも女性。オーナーの意向によりタカラヅカ風。ミラが男役の団長で、パルコが娘役の副団長。
小野教授
福島工科大学運動力学専門の教授。芹沢の魔球を解析し、作中で「ハクション大魔球」と命名した。実際の命名は読者からの手紙によるもの。
斎木和音（さいき かずね）
桜子・薫子の母校・聖ミカエル学園高等部の教育実習生。『笑う大天使』の主要登場人物。
毎日放課後に野球の練習をしている2人に、スポーツ雑誌に掲載されていたメイプルスの創設および選手募集を教えた。それと同時に、自身たち（かつての自分と史緒と柚子）同様、「毛並みが違う」2人の姿を見て、自身の高等部時代を振り返っていた。

### 他の球団
連載当時に実在していたプロ野球球団（12球団）、プロ野球選手名、監督名をもじった名称、名前が多数登場している。
ここでは、本作オリジナルの登場人物（および所属球団）のみ記述する。
仁科雅樹（にしな まさき）
東京タイタンズ所属。背番号17。投手。仁科紘子の夫で1億2千万円プレーヤー。
浮気性で過去に5度も不倫が発覚するなど、度々週刊誌に撮られてしまった為、愛想をつかした紘子に三行半を突きつけられてしまう。
シーズン後半、連敗の憂さ晴らしに遊び歩いていた紘子らと偶然出会い、夫としてではなくプロの先輩選手の立場で叱責しており、普段は敵愾心をむき出しにする紘子も素直に聞き入れていたことから、野球に対しては真摯に取り組んでいることがうかがえる。
紘子に出て行かれてからは、遊びを断ち、自分で炊事、洗濯、掃除をまめに行うようになる。この節制によって、同僚からは選手生命が伸びたと言われている。
小早川秀明（こばやかわ ひであき）
パ・リーグの西部リンクス所属。背番号24。捕手。高校時代は神尾聡史とバッテリーを組んでいた。
オカマとなって再会したかつての親友にも臆することなく、以前と変わらずに接するが、次第に神尾に対する感情が変化していき、彼女（彼）を「瑠璃子ちゃん」と呼び、オカマだからと集中攻撃をかける中京グリフィンズのフーリガンに憤慨するようになる。これを「ソドムの河を渡ってしまった」（神尾を愛するようになった）と推測したチームメイトや球団オーナーらの画策により桜井敦子と見合いをし、このことが神尾失踪の原因になってしまう。しかし、本人にその気がないためあっさり桜井敦子を袖にした。

## 用語
ハクション大魔球
芹沢桜子が編み出した魔球。球速は200km/hに達し、投げる毎に異なる軌道を描き、とらえどころがない。
投球前にロジンバッグを激しくはたき、粉末まみれになりながら、くしゃみと共に上半身全体の筋肉を激しく運動させて投げる。なお、投球の際には背後に『ハクション大魔王』の姿が浮かぶ。タツノコプロ許諾の文も表示されている。
作中、福島工科大学の小野教授よる解説とともに「ハクション大魔球」と命名された。
激しく体力を消耗するため、1試合（1登板）中では3球しか使用できない。このため、相手打者からは魔球を投げられることが一流打者としてのステータスとみなされている。

## 書籍情報
- 川原泉 『メイプル戦記』 
  - 花とゆめCOMICS 全3巻
    1. 1992年1月1日 ISBN 978-4592123613
    2. 1994年1月1日 ISBN 978-4592123620
    3. 1996年1月1日 ISBN 978-4592123637

  - 白泉社文庫 全2巻
    1. 1999年6月15日 ISBN 978-4592883197
    2. 1999年9月14日 ISBN 978-4592883203